# William Cumberland Cruikshank

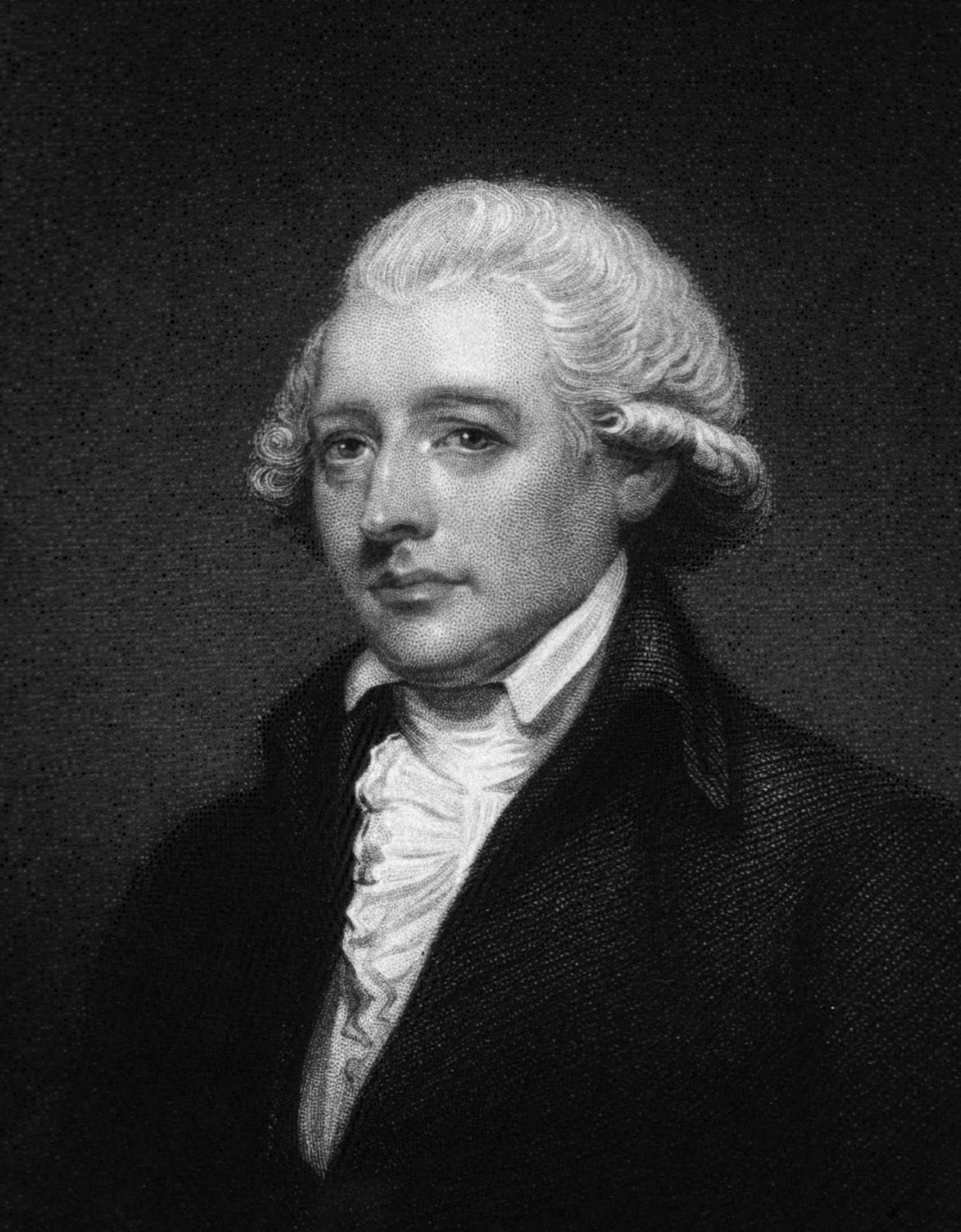
William Cumberland Cruikshank

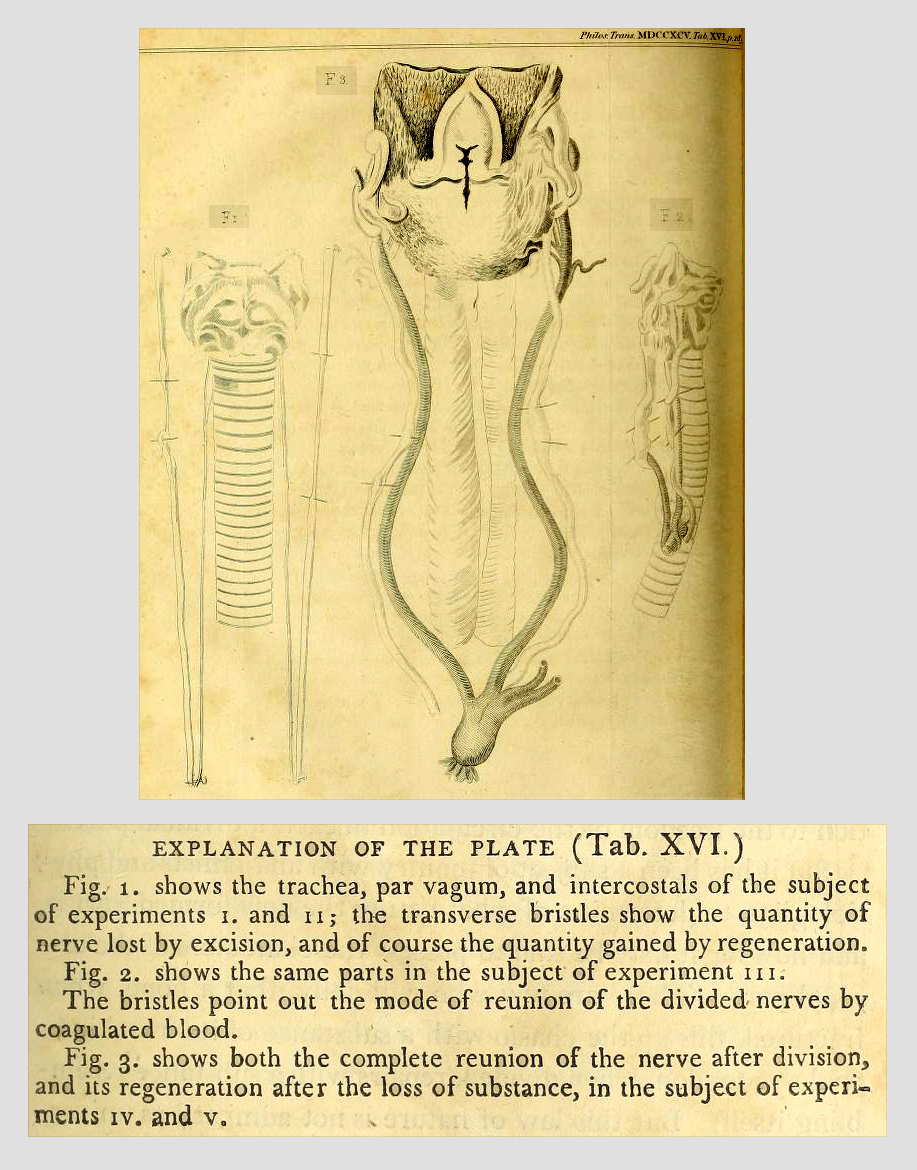
Skizze zu Cruikshanks Experimenten 1776 (1795)

William Cumberland Cruikshank (* 1745 in Edinburgh, Schottland; † 27. Juni 1800 in London, England) war ein britischer Anatom.

## Leben
William Cumberland Cruikshank wurde in Edinburgh geboren. Er studierte in Glasgow zunächst Theologie, dann Medizin. Ab 1771 arbeitete er in London als Prosektor für den Anatomen und Chirurgen John Hunter. Nach Hunters Tod 1793 führte Cruikshank zusammen mit Matthew Baillie Hunters Institut weiter.
Im Juni 1776 berichtete Cruikshank vor der Londoner Royal Society über die Ergebnisse von Tierversuchen, die er unter Hunters Anleitung ausgeführt hatte. Er hatte Hunden den Vagusnerv im Bereich der Halswirbelsäule durchtrennt. Wenige Wochen später hatte er bei diesen Hunden im Bereich der gesetzten Verletzungen neu gewachsenes Gewebe gefunden, welches die Schnittlücke füllte. Er interpretierte dies als Regeneration des durchschnittenen Nerven. Sein Bericht wurde zunächst nicht veröffentlicht, da bezweifelt wurde, dass das neu gewachsene Gewebe Nervengewebe sei. Erst 1795, als auch John Haighton (1755–1823) eine Arbeit über die Regeneration von Nervengewebe vorlegte, wurde auch Cruikshanks Arbeit aus dem Jahre 1776 in den Philosophical Transactions of the Royal Society veröffentlicht.
William Cumberland Cruikshank wird häufig mit dem Chemiker und Militärarzt William Cruickshank († um 1810) verwechselt.

## Schriften (Auswahl)
- Experiments on the Nerves, particularly on their Reproduction; and on the Spinal Marrow of living Animals. By William Cruikshank, Esq. Communicated by the late John Hunter, Esq. F.R.S. - Read June 13, 1776. In: Philosophical Transactions of the Royal Society of London. For the Year MDCCXCV (1795), S. 177–189 (Digitalisat)
- Experiments on the insensible perspiration of the human body, shewing its affinity to respiration. Published originally in 1779, and now republished with additions and corrections. G. Nicol, London 1795 (Digitalisat)
  -  Christian Friedrich Michaelis (Übersetzer). William Cruikschank’s Abhandlung über die unmerkliche Ausdünstung und ihre Verwandtschaft mit dem Athemholen. Reinicke und Hinrichs, Leipzig 1798 (Digitalisat)
- Remarks on the absorption of calomel from the internal surface of the mouth : accompanied with a preliminary sketch of the history and principal doctrines of absorption in human bodies : in a letter to Mr. Clare London 1779 (Digitalisat)
- The anatomy of the absorbing vessels [= Lymphgefäße]. G. Nicol, London 1786 (Digitalisat), 2. Auflage 1790 (Digitalisat)
  - Petit-Radel (Übersetzer). Anatomie des vaisseaux absorbans du corps humain. Froullé, Paris 1787 (Digitalisat)
  - Christian Friedrich Ludwig (Übersetzer). William Cruikshank's und Paul Mascagni's Geschichte und Beschreibung der Saugadern des menschlichen Körpers. Weidmann, Leipzig 1789, Teil I (Digitalisat), Teil II (Digitalisat), Teil III (Digitalisat)